# Doliocarpus sessiliflorus
Doliocarpus sessiliflorus är en tvåhjärtbladig växtart som beskrevs av Carl Friedrich Philipp von Martius. Doliocarpus sessiliflorus ingår i släktet Doliocarpus och familjen Dilleniaceae. Inga underarter finns listade i Catalogue of Life.